# Знаме на Индиана
Знамето на Индиана е проектирано от Пол Хейдли и официално прието от щата Индиана на 31 май, 1917 г. Първоприетото знаме остава непроменено до днешен ден с изключение на създаването на устав, който стандартизира производство му.